# Goryphus maculipennis
Goryphus maculipennis là một loài tò vò trong họ Ichneumonidae.